# John Jeffrey (botanico)
John Jeffrey (14 novembre 1826 – 1854) è stato un botanico scozzese attivo negli Stati Uniti d'America.
Il pino di Jeffrey (Pinus jeffreyi)  e l'angiosperma Dodecatheon jeffreyi delle Primulaceae, sono due specie che omaggiano il suo nome.